# Banine
Umm-El-Banine Assadoulaeff (Baku, 18. prosinca 1905. – Pariz, 23. listopada 1992.), francuska književnica azerbajdžanskog podrijetla. Pisala je pod pseudonimom Banine.
Bila je unuka azerbajdažnskog milijunaša Muse Nadžijeva i kći poduzetnika i političara Mirze Asadullajeva, ministra u Vladi Azerbajdžanske Demokratske Republike. Kao petnaestogodišnjakinja udana je dogovorenim brakom te se s mužem preselila u Istanbul, iz kojeg je pobjegla 1923. u Pariz, napustivši supruga. U Parizu se kretala u književnim krugovima te je na nagovor Andréa Malrauxa, Henryja de Montherlanta i Nikosa Kazantzakisa počela objavljivati svoje radove. Prijateljevala je s Ernstom Jüngerom i Ivanom Buninom. Veći dio života posvetila je upoznavanju francuske i europske javnosti s azerbajdžanskom kulturom i poviješću. U kasnijim djelima tematizirala je i svoje obraćenje na katoličanstvo.